# Ruta de França femenina
La Ruta de França femenina (en francès Route de France féminine) és una competició ciclista per etapes de categoria femenina que es disputa per les carreteres de franceses. La cursa es creà el 2006 i, amb la desaparició del Tour de l'Aude i del Gran Bucle femení, fou la cursa per etapes més important de França fins al 2016, quan es va deixar de celebrar. Formava part del calendari de l'UCI.

## Palmarès
| Any  | Vencedor             | Segon               | Tercer                             |         |
| ---- | -------------------- | ------------------- | ---------------------------------- | ------- |
| 2006 | Linda Villumsen      | Amber Neben         | Swetlana Bubnenkowa                |         |
| 2007 | Amber Neben          | Swetlana Bubnenkowa | Maryline Salvetat                  |         |
| 2008 | Luise Keller         | Rosane Kirch        | Edwige Pitel                       |         |
| 2009 | Kimberly Anderson    | Evelyn Stevens      | Eneritz Iturriagaetxebarria Mazaga |         |
| 2010 | Annemiek van Vleuten | Judith Arndt        | Olga Zabelínskaia                  |         |
| 2012 | Evelyn Stevens       | Kristin McGrath     | Carlee Taylor                      |         |
| 2013 | Linda Villumsen      | Emma Johansson      | Evelyn Stevens                     |         |
| 2014 | Claudia Lichtenberg  | Alena Amialiússik   | Aude Biannic                       |         |
| 2015 | Elisa Longo Borghini | Amber Neben         | Claudia Lichtenberg                |         |
| 2016 | Amber Neben          | Tayler Wiles        | Eugenia Bujak                      |         |
| 2017 | suspesa              | suspesa             | suspesa                            | suspesa |
| 2018 | suspesa              | suspesa             | suspesa                            | suspesa |